# بلدة بيدفورد (مقاطعة كوشوكتون)
بلدة بيدفورد هي واحدة من 22 بلدة في مقاطعة كوشوكتون، أوهايو، الولايات المتحدة. اعتبارًا من تعداد 2010 كان عدد السكان 564.

## الاسم والتاريخ
تم تنظيم بلدة بيدفورد في عام 1825. كان العديد من المستوطنين الأوائل من سكان مقاطعة بيدفورد، بنسلفانيا، ومن هنا جاء الاسم.
على مستوى الولاية، تقع بلدة بيدفورد الأخرى الوحيدة في مقاطعة ميغز.

## روابط خارجية
- موقع المقاطعة